# Lissonota paula
Lissonota paula là một loài tò vò trong họ Ichneumonidae.